# استطاعة بلانك
استطاعة بلانك أو قدرة بلانك هي طاقة بلانك مقسومة على زمن بلانك، تساوي حسابيا 3. 62831 × 1052 وات، وهي قدرة كبيرة أكبر من قدرة انفجارات غاما وأغلب الانفجارات الأخرى التي تساوي تقريبا 1 × 1045 وات. وتعطى بالثوابت الفيزيائية الأساسية: Pp = c5/G